# Slîvîne, raionul Mîkolaiiv, regiunea Mîkolaiiv
Slîvîne (în ucraineană Сливине) este o comună în raionul Mîkolaiiv, regiunea Mîkolaiiv, Ucraina, formată numai din satul de reședință.

## Demografie
Componența lingvistică a comunei Slîvîne
     Ucraineană (83,06%)
     Rusă (16,09%)
     Alte limbi (0,47%)
Conform recensământului din 2001, majoritatea populației comunei Slîvîne era vorbitoare de ucraineană (83,06%), existând în minoritate și vorbitori de rusă (16,09%).